# Martín Astudillo
Martín Mauricio Astudillo (Mendoza, 11 ottobre 1977) è un allenatore di calcio ed ex calciatore argentino, di ruolo centrocampista.